# Vingarne
Vingarne er en svensk film fra 1916. Manuskript Mauritz Stiller og Axel Esbensen. Instruktion Mauritz Stiller. 

## Medvirkende
- Egil Eide - Claude Zoret, kunstner
- Lars Hanson - Eugène Mikael, ung maler
- Lili Bech - Lucia de Zamikow, fyrstinde
- Albin Lavén - Charles Schwitt, ven til Zoret
- Bertil Junggren - kunstnersven til Zoret
- Julius Hälsig - kunstnersven til Zoret
- Alfred Lundberg - kunstnersven til Zoret
- Thure Holm - læger
- Nils Asther - ung skuespiller i filmens ramhandling
- Mauritz Stiller - instruktør i filmens ramhandling
- Julius Jaenzon - filmfotograf i filmens ramhandling
- Axel Esbensen - filmscenograf i filmens ramhandling